# Setge de Lleida (1647)
El Setge de Lleida de 1647 fou un dels episodis de la Guerra dels Segadors

## Antecedents
Poc després de la revolta que va suposar el Corpus de Sang, l'exèrcit de Felip IV d'Espanya va ocupar Tortosa i Tarragona, il 17 de gener de 1641, davant l'alarmant penetració de l'exèrcit castellà, Pau Claris al capdavant de la Generalitat de Catalunya, proclamà la República Catalana acordant una aliança política i militar amb França, posant Catalunya sota l'obediència de Lluís XIII de França. Pocs dies després, amb l'ajuda de l'exèrcit francès, la Generalitat obtingué una important victòria militar en la batalla de Montjuïc del 26 de gener de 1641, i les tropes castellanes es retiraven a Tarragona, on foren assetjades fins que els espanyols van bastir un estol que va aconseguir lliurar provisions a la ciutat i fer fugir l'estol francès al Rosselló.
El 1642, després de fracassar en els intents d'enviar-hi reforços, donen per perdut el Rosselló, i retiren els terços que estaven a Roses amb un estol de 78 naus, de manera que el Rosselló va caure completament en mans francocatalanes, i els objectius de Richelieu i Lluís XIII de França de controlar els comtats nord-catalans quedaven satisfets, i es van donar per acabades les operacions principals.
A més, el 4 de desembre de 1642, moriria Richelieu, i el 14 de maig de 1643, Lluís XIII, a qui va succeir el seu fill Lluís XIV, començant una època de molta agitació a França que va permetre als espanyols recuperar progressivament territori al Principat.
Caiguda Lleida en mans castellanes, Philippe de La Mothe-Houdancourt va atacar Tarragona amb tropes catalanes i franceses, que van atacar el moll entre el 23 i el 28 d'agost de 1644, sent rebutjats pels espanyols que capturaven a més Balaguer el setembre i Agramunt l'octubre. Això va provocar la substitució de La Mothe per Henri Harcourt de Lorena després del seu fracàs en intentar recuperar Tarragona. Harcourt de Lorena va atacar les terres de ponent, sorprenent Andrea Cantelmo i recuperant Camarasa i Balaguer.

## Els exèrcits enfrontats

### L'exèrcit castellà
Estava format per 79 companyies d'infanteria (2.142 homes) i 13 de cavalleria (453 cavalls) més les 5 companyies de milícies de Lleida i de l'Urgell estimades exageradament en 700 homes. En total, doncs, un màxim de 2.842 homes i 453 cavalls.
La infanteria era formada per:
El regiment de Guàrdia de Sa Majestat, el del Comte d'Aguilar, el de Luis Du Hamel (alemany). Els terços de Pedro Esteriz i el de galions de R. Niño. Hi eren també present les companyies del Castell i Gardeny.
La cavalleria era formada per: el regiment d'Arnaldo Dary, la cavalleria de les Guàrdies, de les Ordres, de Rosselló, de Borgonya i de Flandes.
L'artilleria era formada per 9 peces a Gardeny i 32 peces a Lleida.
A Gardeny hi havia 1 mig canó de 20 lliures, 5 quarts de canó de 10 o 12 lliures, 2 mitjos sacres de 4 lliures i 1 falconet d'1,5 lliures.
A Lleida hi havia 1 canó de 45 lliures, 3 mitjos canons de 20 lliures, 10 quarts de canó de 10 o 12 lliures, 1 sacre de 8 lliures, 7 sacres de 5 lliures, 2 mansfelts de 5 lliures, 1 mig sacre de 4 lliures, 1 falconet de 4 lliures, 3 falconets d'1,5 lliures, 1 falconet d'1 lliura i 2 morters.

### L'exèrcit franco-català
La infanteria amb els regiments de: Champagne, Sainte Mesme, Condé, Conti (Coronel Comte de Broglia), Persan, Rohm (alemany - o potser és Rohen suís), Praromann (suís), Montpouillan, Montpezat, Mazarin-francès, Guienne, Harcourt, Lorraine, Périgord i el no identificats, però anomenats pels castellans com a Beins, Amdoise i Jerbe (probablement es tracta del mateix regiment que Francisco de Orozco identifica com a Ierbe i Fabro Bremundan com a Gesvres en el setge de Barcelona).
La cavalleria amb: les companyies de Chevaux-légers del Prince Condé (amb 90 homes), Gardes del Prince Condé, Gendarmes d'Enguien, Gardes du Maréchal Agremont, els regiments de Marchin, de Condé (mínim 4 escuadrons), de Mazarin (italià), del Chevalier de Gault, de Baltazard, de Meille, de Boissac, Roches-Baritaut, Terrail, Calvo (abans Villeneuve), Le Ferron (abans Treillis), carabins d'Arnaud, Baró d'Alais, de Chat, de La Mothe-Houdancourt i probablement de Pomare (italià, el nom ressenyat és Pomenar), a més de l'anomenat pels castellans com Angluer.
L'artilleria amb 15 peces de 40 lliures (8 vingudes de França) i 30 de 30 lliures (vingudes totes de França) i un nombre de peces indeterminades de menor calibre.

## Batalla
El 8 de maig, les tropes concentrades a Barcelona, 8.200 infants, 5.400 genets i almenys 45 canons, entre els quals es trobaven les del Batalló del Principat van partir cap a Lleida, on van arribar el 12 de maig, refent les línies del setge de 1646, per enfrontar-se a uns defensors molt experimentats, i directament a la ciutadella de la Seu Vella
Després de diversos atacs d'aproximació i diverses sortides dels defensors que van castigar molt els enginyers i sapadors, aquests no van poder continuar avançant i el setge es va aixecar el 18 de juny, per evitar l'exèrcit espanyol de socors que s'acostava. Malgrat tot, en una d'aquestes sortides Brito va resultar ferit.
L'existència d'espies en camp francès provocà que la majoria dels atacs coneguessin les disposicions de les tropes franceses. Així es rumorejà que de nit el cap dels assetjats, Brito es convertia en un llop i es movia per les línies franceses.

## Conseqüències
Lluís II de Borbó-Condé, l'heroi de la batalla de Rocroi, fou destituït i el cardenal Mazzarino va posar en el seu lloc al seu germà Michele Mazzarino. La frontera quedaria estabilitzada durant molt temps, fins a les campanyes espanyoles que van culminar amb el Setge de Barcelona. El comandant espanyol Brito fou recompensat amb el Títol de Comte de Térmens, però al cap d'una setmana, el d'abril de 1648, moria.